# Cataloghi biografici femminili
I cataloghi biografici femminili o "Plutarchi femminili" sono repertori comprendenti elenchi, selezioni, gallerie di donne insigni, celebri o esemplari, organizzati su un tema, autonomi o contenuti in un testo più ampio, con finalità agiografiche, encomiastiche, erudite o moralizzanti e didascaliche.
Essi attraversano tutte le epoche e i paesi del mondo, dall'Europa fin dai tempi dell'antica Grecia, alla Cina del I secolo, all'Etiopia medievale, al mondo arabo almeno dal IX secolo, per radicarsi come tradizione in tutto il mondo alla fine del XIX secolo.

## Storia

### Antichità

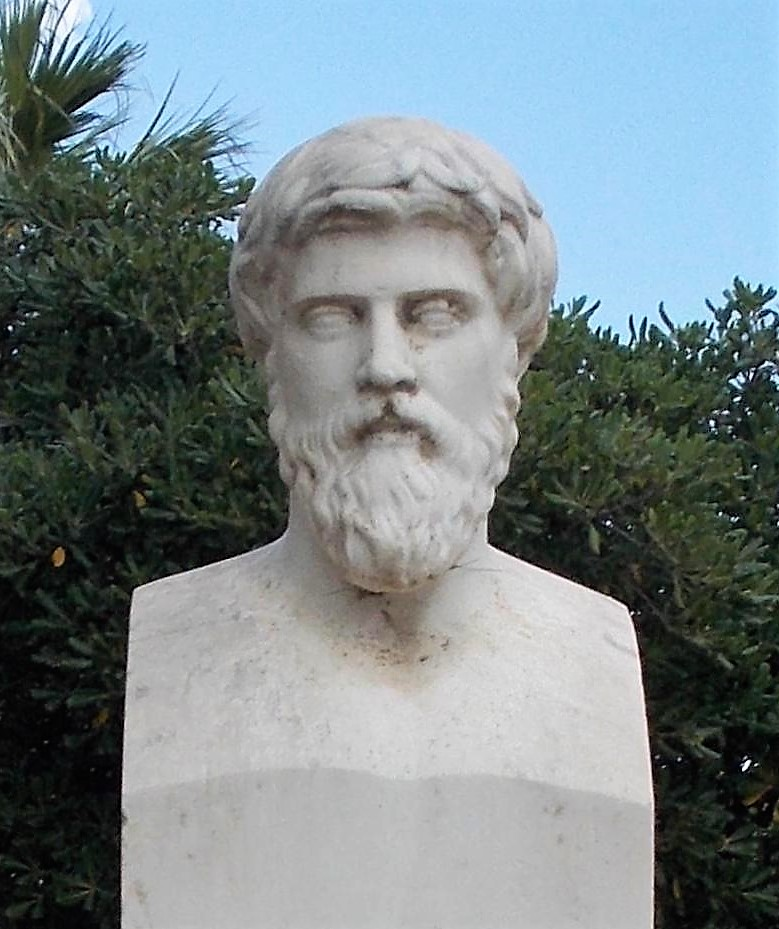
Busto di Plutarco

In Europa i cataloghi biografici femminili affondano le loro radici nell'antichità classica, all'interno di una tradizione letteraria avviata e prodotta da uomini.
Nella loro forma più semplificata essi svolgono una funzione genealogica, come il Catalogo delle donne di Esiodo, l'Iliade e l'Odissea, e la stessa Bibbia, opere nelle quali, secondo la studiosa Glenda McLeod, le donne elencate comparirebbero soprattutto in funzione della loro biologia, in quanto "incubatrici di eroi".
L'uso degli exempla all'interno dei dialoghi e dei discorsi percorre gran parte dei più noti florilegi dell'età classica che enumerano personaggi femminili, tra cui il Factorum et dictorum memorabilium libri IX (31 d.C.) dello scrittore latino Valerio Massimo e l'Ab urbe condita di Livio.
Il De mulierum virtutibus di Plutarco viene citato con maggiore frequenza come il testo della classicità più rappresentativo di questa tradizione. In quest'opera il filosofo greco, attraverso ventisette episodi, di cui quindici con protagoniste donne che agiscono collettivamente (κοινῇ) e dodici individualmente, intende sostenere l'idea che le potenzialità fisiche ed intellettuali, nel bene e nel male, sono distribuite in egual misura tra i sessi.

### Medioevo

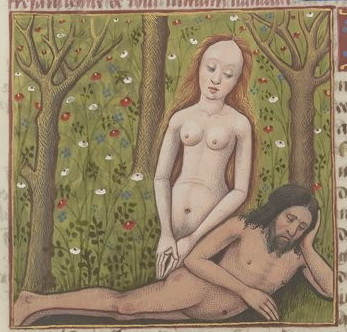
De mulieribus claris, Eva

Nel medioevo, in generale, la biografia si confonde con la scrittura agiografica. I cataloghi femminili assumono un prevalente intento morale, rivolto all'edificazione dei lettori; le fonti sono perlopiù di natura biblica e i ritratti femminili riguardano principalmente sante, mistiche, martiri, eroine.
Il De mulieribus claris di Giovanni Boccaccio inaugura il genere delle biografie di donne del mondo antico e contemporaneo in versione laica; non più solo personaggi femminili esemplari legati al cristianesimo, sante e martiri, ma anche regine, condottiere e poetesse, donne pagane non sempre esempio di virtù. Rispetto agli esempi della classicità, dai quali trae ispirazione, un forte elemento di novità è rappresentato dall'introduzione di elementi narrativi e dalla contestualizzazione storica, che umanizzano i ritratti femminili, non più semplici simboli o figure allegoriche; l'obiettivo dell'autore è soprattutto quello di interessare e di stupire, esercitare le sue doti di narratore, oltre che di svolgere, per mezzo di questi racconti, una funzione moralizzatrice.
Attraverso le biografie Boccaccio sostiene un proprio modello di donna, basato sull'esercizio della moderazione e della castità, essendo da lui ritenuto il vizio parte della natura femminile. La virtù, manifestata in rari esempi di donne, è definita "virile" e perlopiù associata alle virtù civiche e alla vita pubblica, dalla quale le donne sono escluse. A differenza del precedente catalogo di personaggi maschili, De casibus virorum illustrium, particolarmente legato alla storia, in cui Boccaccio usa l'aggettivo "illustre", nel senso di "ammirevole", per quello femminile sceglie l'aggettivo "claris", trattando di donne famose per le loro azioni meritevoli o malvagie.
L'evoluzione del genere biografico che si compie all'interno dell'umanesimo fiorentino si manifesta anche attraverso la separazione delle vite degli uomini da quelle delle donne.

### Umanesimo e Rinascimento

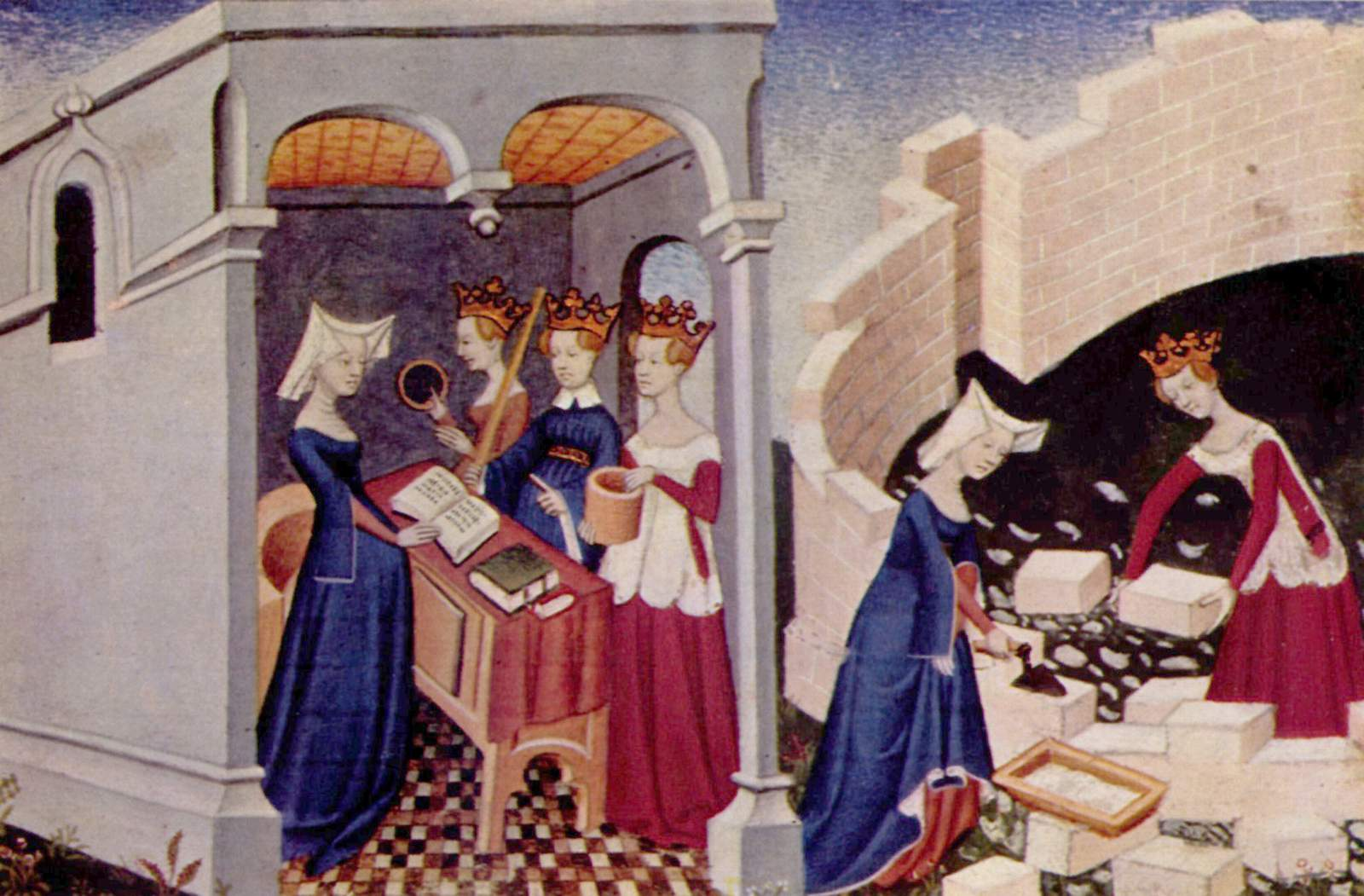
Miniatura tratta da La città delle dame di Christine de Pizan

Il primo repertorio scritto da una donna è il Livre de la Cité des Dames della poetessa francese Christine de Pizan, composto tra il 1404 e il 1405. L'opera di Boccaccio, da poco tradotta in Francia e molto popolare negli ambienti di corte parigini, ispira alla scrittrice l'idea di comporre un proprio catalogo di donne famose, concepito come una difesa delle donne contro la misoginia maschile, creando un "importante precedente per la querelle des femmes". Pizan contrappone a questa visione la sua "città", nella quale dialogando con le figure femminili allegoriche di Ragione, Rettitudine e Giustizia percorre la scala delle virtù femminili e confuta la triplice esclusione delle donne dalla virtù, dalla vita pubblica, dalla storia. La maggior parte del testo consiste in brevi biografie femminili tratte dalla storia e dalla mitologia, all'interno delle quali l'autrice applica un confronto diretto tra esempi di eccellenza maschile e femminile.
Sul solco del De mulieribus claris di Boccaccio, nel corso del Quattrocento vengono prodotti altri cataloghi di donne esemplari, i più famosi dei quali sono il Libro delle donne e commendatione delle donne (1484-1491?) di Vespasiano da Bisticci, una galleria femminile, soprattutto di esponenti di famiglie del patriziato fiorentino, di cui vengono elogiate le virtù domestiche, non marcate dall'eccezionalità, ma indicate ad esempio per le ragazze nella vita familiare quotidiana; la Gynevera de le clare donne (1490), dedicata a Ginevra Sforza, trentatré elogi di figure femminili scelte tra le più illustri famiglie di Bologna, scritta da Giovanni Sabadino degli Arienti (1445-1510); De plurimis claris selectisque mulieribus (1497), 184 biografie - di cui 72 presenti anche in Boccaccio - del monaco e letterato Jacopo Filippo Foresti.
Queste ultime due opere si differenziano da quella di Boccaccio per il folto numero di biografie di donne contemporanee agli autori, in parte ancora viventi.

### XVI-XVII secolo
Nel primo Cinquecento risulta esiguo il numero di raccolte biografiche di donne illustri, un genere praticato quasi esclusivamente dagli uomini. Tra queste, Les vies des femmes célèbres (1505), su esempio del Boccaccio, hanno per autore il domenicano Antoine Dufour che le scrive in omaggio ad Anna, duchessa di Bretagna e regina di Francia.
Accanto al genere delle biografie femminili, molte opere forniscono elenchi di donne illustri, come sezioni del Cortegiano di Baldassarre Castiglione o dell'Orlando Furioso di Ludovico Ariosto; il giurista e umanista francese André Tiraqueau nel suo De Legibus connubialibus (1516) riporta gli autori - filosofi, umanisti, teologi, uomini di legge - che nei secoli precedenti hanno scritto sulle donne.
Nel 1589 il bolognese Ercole Marescotti, canonico della Metropolitana di Bologna, scrive Dell'eccellenza della donna, diviso in due parti: nella prima, ispirandosi a esempi di donne dell'antichità da lui ritenute eccezionali per talento, bellezza, lignaggio, commenta in termini generali le virtù e l'intelligenza femminili; nella seconda descrive una ventina di nobildonne viventi di Bologna, elogiandone le doti.

Nella seconda metà del Cinquecento e nel Seicento le gallerie e gli elenchi di donne illustri svolgono una funzione complementare al filone di trattati a sostegno delle rivendicazioni femminili: alcune scrittrici usano riportarli all'interno dei loro testi contro i sostenitori dell'inferiorità della donna, come esempio per dimostrare l'eccellenza e le doti intellettuali e morali del loro sesso; fra queste vi sono in Francia Jacquette Guillaume con Les Dames illustres (1665), in Italia Moderata Fonte con il suo dialogo Dei meriti delle donne (1600) e Lucrezia Marinelli con Le nobiltà, et eccellenze delle donne (1600), scritto in risposta all'opera misogina dello scrittore Giuseppe Passi; in Gran Bretagna Bathsua Makin con An Essay to Revive the Antient Education of Gentlewomen (1673).

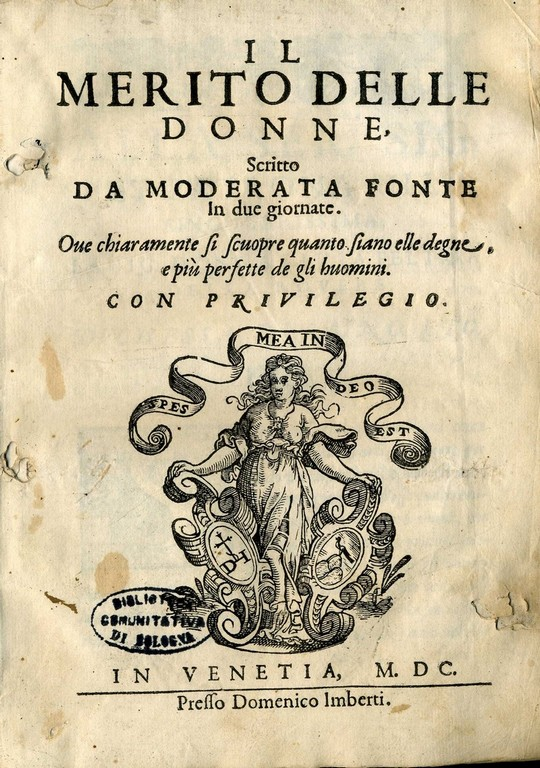
Frontespizio de Il Merito Delle Donne di Moderata Fonte (1600)

### XVIII-XIX secolo
Il genere biografico, nella sua accezione moderna, raggiunge la sua formale codificazione alla fine del Settecento.
Tra la fine del XVIII e il XIX secolo la tradizione si "femminilizza": molte più autrici si dedicano alla scrittura di biografie di donne illustri, per scopi commerciali o per sostenere e diffondere le proprie convinzioni, come l'opera in sei volumi, Female biography, or, Memoirs of illustrious and celebrated women of all ages and countries (1803) della femminista britannica Mary Hays.
In Francia Louise de Keralio pubblica un'opera di divulgazione sulle scrittrici francesi in quattordici volumi, Collection des meilleurs ouvrages français composes par des femmes (1787), mentre cominciano a comparire repertori apertamente rivolti alle bambine, come A Mirror for the Female Sex (1798) di Mary Pilkington, che intende offrire loro ispirazione di condotta attraverso le biografie e le virtù di donne esemplari.
Durante questi secoli si allarga anche la schiera delle donne ritenute "idonee" ai requisiti di notabilità: l'azione civica diventa oggetto di virtù, come in Noble Deeds of Woman di Elizabeth Starling (1835) e il suo corrispettivo americano Noble Deeds of American Women di Jesse Clement.
Sul finire del XIX secolo entrano a pieno titolo tra le donne da ricordare anche le femministe, spesso ad opera delle stesse protagoniste dell'emancipazionismo, come Millicent Garrett Fawcett che raccoglie e ristampa una serie di articoli in Some Eminent Women of Our Time (1889), dedicati a personalità famose per il loro impegno a favore dei diritti delle donne.
A partire dal XVIII secolo i Plutarchi femminili cominciano ad acquisire tratti diversi dalle gallerie di donne illustri scritte in epoche precedenti; si evolvono prosa e contenuti, si raffina l'analisi della condizione femminile e nel contempo il valore assegnato alla funzione materna. Nel secolo successivo si fanno strada nei paesi in cui sono in atto processi di unificazione nazionale, gli esempi di madri e spose patriottiche.

#### La produzione italiana nell'Ottocento

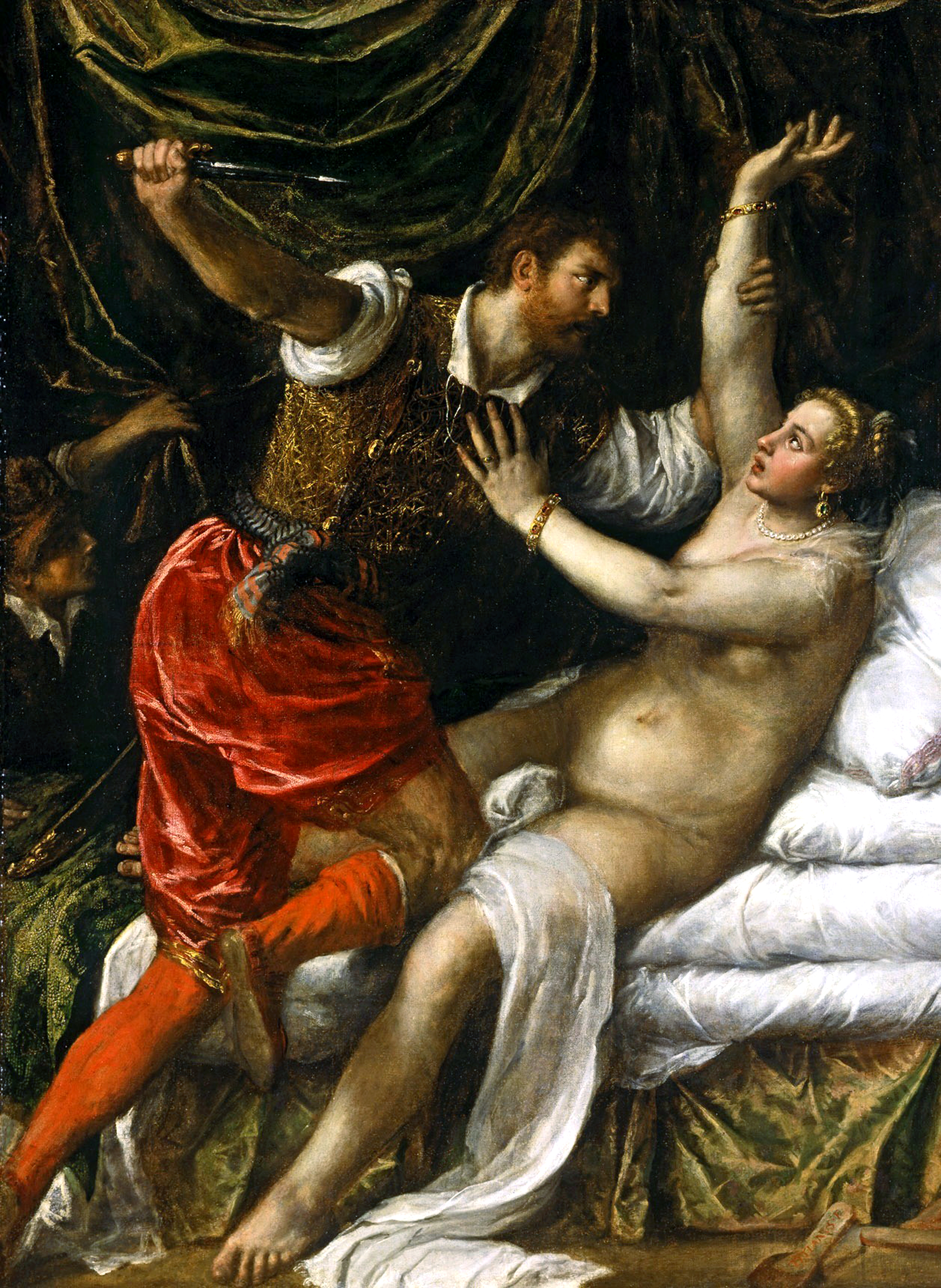
Lucrezia e Sesto Tarquinio in un dipinto del Tiziano

In Italia la produzione biografica di "genealogie" illustri è strettamente collegata alla costruzione della nazione e della sua rappresentazione; celebrità e maternità sono spesso collegate e nella ricerca del modello della "madre italiana" vengono utilizzate sia figure reali che allegoriche, spesso tratte dall'antichità romana, riferimento identitario delle origini: la "madre virtuosa" che incarna le virtù di castità, frugalità e abnegazione è rappresentata da Lucrezia, Porcia, Arria, da Azia e Cornelia, consacrate all'educazione dei figli, che fin dalla nascita vengono da loro stesse allattati, bandendo la nutrice.
Nel 1815 l'editore e tipografo Nicolò Bettoni pubblica Vite e ritratti di donne illustri, ventiquattro biografie cui contribuisce, fra le altre, la letterata veneziana Isabella Teotochi Albrizzi con il suo saggio su Vittoria Colonna. Negli anni venti dell'Ottocento il letterato milanese Ambrogio Levati dà alle stampe il Dizionario biografico cronologico diviso per classi degli uomini illustri (1821-1822), con tre volumi dedicati alle Donne illustri, più di settecento schede biografiche di donne di tutti i tempi; l'opera, menzionata come uno dei "varj e accreditati Dizionarj Bibliografici di Donne Illustri", viene in seguito utilizzata come fonte dal bibliografo e collezionista padovano Pietro Leopoldo Ferri, autore nel 1842 della Biblioteca femminile italiana, repertorio di opere di autrici vissute dal Duecento ai primi decenni del XIX secolo, un "nuovo monumento alla gloria del gentil sesso", rappresentativo dell'ingegno della nazione.
Nel 1824 la scrittrice ferrarese Ginevra Canonici Fachini, in risposta a Lady Morgan che ne L'Italie aveva accusato le italiane di condotta immorale, mancanza di istruzione e scarso affetto materno, scrive in difesa Prospetto biografico delle donne italiane rinomate in letteratura.
È soprattutto a partire dagli anni trenta, su stimolo della "tempesta romantica" e dei rivolgimenti politici avviati oltralpe, che aumentano notevolmente le "scritture storiche" e i "medaglioni" di donne celebri, spesso ispirati alla tradizione delle biografie femminili francesi dell'età della Restaurazione.

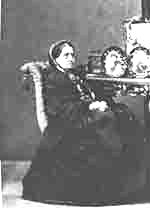
Adelaide Cairoli

Ne sono esempio Vite e ritratti delle donne celebri d’ogni paese (1834) della duchessa d'Abrantès, opera tradotta e ampliata, con l'aggiunta di altre biografie nazionali, "da letterati italiani" tra il 1836 e il 1839, Iconografia italiana degli uomini e delle donne celebri, 4 voll. (1837-1845) e Vite e ritratti di dieci donne illustri: strenna per l'anno 1843, pubblicato a Milano.
Nel 1845 Carolina Bonafede pubblica una galleria di donne bolognesi, Cenni biografici e ritratti d'insigni donne bolognesi. Un repertorio a carattere "regionale" vede la luce negli anni cinquanta, il Dizionario delle donne celebri piemontesi (1853).
I moti del 1848, cui partecipano molte donne, consegnano come esempio per le nuove generazioni le eroine morte sulle barricate, come le milanesi Luisa Battistotti e Giuseppina Lazzaroni, o Colomba Antonietti, caduta nella difesa della Repubblica romana, che verranno censite, con molte altre figure femminili insigni, riportate alla luce dall'oblio dei decenni precedenti, nel repertorio dello storico Atto Vannucci, più volte riedito, ampliato e preso ad esempio da altri autori.
Nel periodo postunitario, la figura di Adelaide Cairoli, definita da Garibaldi "generosa madre d’eroi", pronta a sacrificare i propri figli per la causa dell'indipendenza italiana, diventa oggetto di un vero e proprio culto laico, di cui sono esempio le numerose citazioni e ricostruzioni biografiche a lei dedicate nei pantheon femminili.
Anche la pubblicistica cattolica riprende vigore dopo il '48 proponendo proprie selezioni di donne illustri; negli anni precedenti, la Galleria di giovanette illustri italiane che nel nostro secolo XIX fiorirono in ogni genere di virtù (1841) aveva posto al centro l'onestà, la condotta virtuosa e ascetica di benedettine, salesiane, orsoline, suore della carità; ne La estetica dell'adolescenza (1852) del sacerdote torinese G. Pilleri, vengono proposte biografie di eroine del legittimismo, donne martiri della Rivoluzione francese, votate alla difesa della religione e della propria famiglia.
Biografie di donne celebri vengono diffuse nelle scuole pubbliche fin dagli anni sessanta dell'Ottocento e fanno la loro comparsa anche nelle riviste pedagogiche rivolte alle maestre, in riviste e strenne per le ragazze, con l'intento di offrire esempi di virtù femminili, declinate in termini religiosi, morali e patriottici.

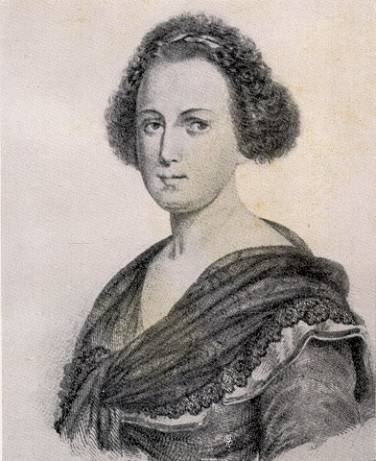
Eleonora Fonseca Pimentel

Introdotto nella scuola italiana nel 1880, l'insegnamento della storia contemporanea mira ad educare al "sentimento nazionale", da coltivare soprattutto attraverso le biografie di uomini e donne illustri; molto usato come testo è il repertorio di Pierina Berra che propone, oltre a quella di Cairoli, le biografie di Eleonora Pimentel Fonseca, Teresa Confalonieri, Anita Garibaldi, Cecilia Macchi, Amelia Calani, Cristina di Belgioioso e altre figure legate al Risorgimento.
Lo studio di Anna Ascenzi sulle pubblicazioni destinate alle ragazze, Il Plutarco delle donne. Repertorio della pubblicistica educativa e scolastica e della letteratura amena destinata al mondo femminile nell'Italia dell'Ottocento (2009), conferma l'ampia diffusione e consistenza, soprattutto nella seconda metà del secolo XIX, del filone editoriale rappresentato dalla galleria di donne celebri, e in particolare della tipologia del catalogo "patriottico-morale", situato all'incrocio tra ricerca storica, letteratura e pedagogismo.
Tra gli esempi più noti vi sono Le fanciulle celebri e l'infanzia delle donne illustri d'Italia antiche e moderne (1865) di Francesco Berlan, Donne illustri italiane proposte ad esempio alle giovinette (1870) di Eugenio Comba, Il Plutarco femminile. Libro di lettura e di premio (1872) di Pietro Fanfani, la Bibliografia femminile italiana del XIX secolo (1875) di Oscar Greco. Questi testi esprimono la volontà della classe dirigente liberale di conciliare la tradizione cattolica con i principi liberali, allontanando ogni modello di emancipazione e confermando la posizione di subordinazione femminile: lo dimostrano l'eclettismo che guida la selezione delle donne insigni - Anita Garibaldi, figure di sante e la regina Margherita - e l'invito rivolto alle fanciulle di rispettare la gerarchia dei ruoli di genere; se è opportuno che conoscano le biografie di scienziate, artiste, scrittrici, non devono però aspirare ad imitarle, altrimenti "il mondo andrebbe a poco a poco sossopra".
Secondo Ascenzi, se rapportata all'età dell'Illuminismo, la maggior parte di questa produzione incentrata sulle donne celebri e l'ampia pubblicistica rivolta all'istruzione delle ragazze segnerebbero un'involuzione della posizione culturale e sociale femminile: rispetto al modello di donna istruita, autonoma, consapevole dei propri diritti del secolo precedente, sarebbe prevalsa nell'Ottocento un'immagine femminile subalterna, funzionale all'ordinamento familiare patriarcale, anche se riletta in termini patriottici. L'ideale della donna come madre e sposa esemplare, cardine della famiglia, prevalente nei Plutarchi femminili della seconda metà del secolo XIX, esprime l'avvenuta convergenza tra la cultura laica delle élite liberali e la concezione cattolica della madre devota, responsabile dell'educazione morale e religiosa dei figli.
Ad affermarsi è una diversa coniugazione della cittadinanza, esercitata dagli uomini attraverso la partecipazione alla vita pubblica e l'anteposizione degli interessi della patria ai propri, mentre le donne - escluse dalla titolarità dei diritti - possono accedervi solo per via indiretta e privata, formando i figli in cittadini.

### XX secolo

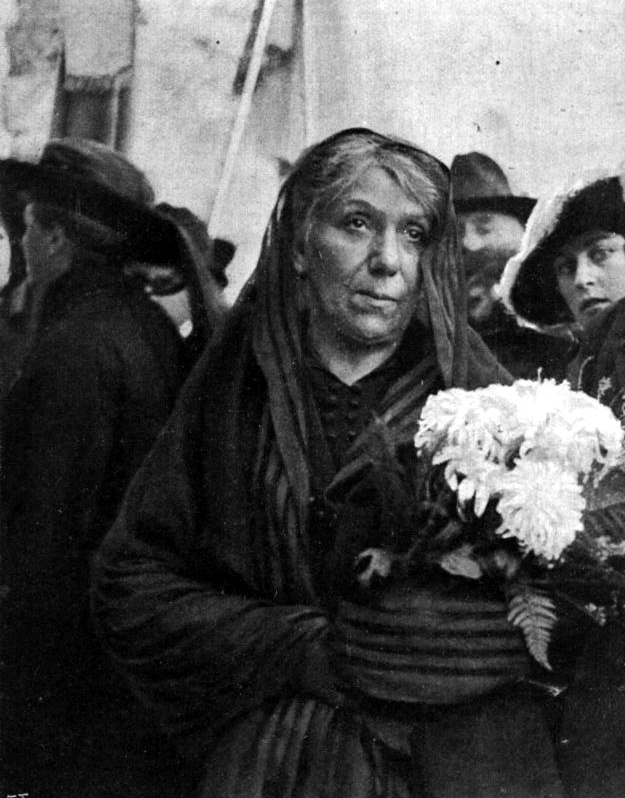
Maria Bergamas, 1921

In Italia il modello della madre eroica si riafferma durante la prima guerra mondiale, quando diventano oggetto di celebrazioni ed onori le madri e le mogli dei caduti per la patria. Raffaello Barbiera nelle Italiane gloriose le celebra in un pantheon di donne illustri che dal medioevo arriva al primo Novecento, includendo le immancabili Adelaide Cairoli e Maria Drago Mazzini.
Maria Bergamas, la madre chiamata a scegliere, fra undici, la bara del milite ignoto, viene inclusa tra le Eroine, ispiratrici e donne di eccezione nell'Enciclopedia Biografica e Bibliografica italiana. La celebrazione di esempi di maternità ammirevoli, di educatrici o patriote, guida anche gran parte delle scelte del volume Maternità illustri pubblicato nel 1948.
Sul finire del Novecento il termine "donne di valore" viene associato alla tradizione protofemminista, impegnata a documentare la presenza di figure femminili oscurate e dimenticate dalla storia. La produzione di tali repertori continua grazie al lavoro di biografe e storiche, o a particolari progetti editoriali, e viene utilizzata come modello anche da parte di minoranze religiose, razziali ed etniche per sostenere le proprie rivendicazioni, recuperare la memoria, opporsi alla ricostruzione della storia ufficiale.
Nel campo degli studi accademici, tuttavia, questa tradizione non riceve inizialmente molta considerazione, perché associata all'approccio storiografico "add women and stir", ossia ad un'idea di storia "aggiuntiva", limitata all'inclusione delle donne e non in grado di mettere in discussione i parametri stabiliti e dominati dagli uomini.
Il dibattito successivo contribuisce ad evidenziare gli aspetti positivi di questo filone storiografico, riconoscendone l'utilità all'interno della storia delle donne e degli studi di genere.

## I cataloghi di donne illustri nella storiografia dei Women’s e Gender Studies
Ai suoi inizi negli anni settanta del Novecento la storia delle donne tratta i repertori di donne illustri - rappresentanti culture, epoche, contesti diversi e scritti più da uomini che da donne - con una certa condiscendenza, non sapendo cosa fare di questo genere che sembra rappresentare per gli studi allora avviati più un pericolo che una risorsa.

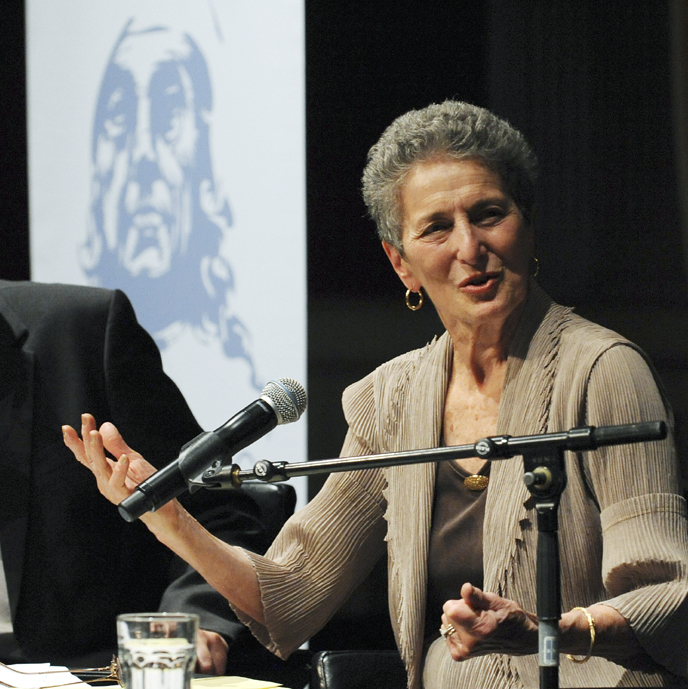
Natalie Zemon Davis

Alcune storiche e studiose legate al femminismo e agli studi sociali, come ad esempio Gerda Lerner, evidenziano come l'"eccezionalità" di alcune donne non possa descrivere l'esperienza e la storia della restante popolazione femminile. Natalie Zemon Davis, pur riconoscendo che questa produzione pone le fondamenta per la documentazione dell'attività femminile del passato, ne denuncia i pericoli di astrazione dal contesto storico, la scarsa riflessione operata sui ruoli sessuali - in quanto ristretta all'orizzonte di un solo sesso - e sui cambiamenti storici, la specificità e la parzialità del pubblico di riferimento.
Critiche nei confronti della rappresentazione delle donne nella storia era state avanzate anche da alcune femministe del XVIII secolo, come la scrittrice e filosofa britannica Mary Astell, che in The Christian Religion as Profess'd by a Daughter of the Church of England (1705) aveva sostenuto che le uniche donne che avevano trovato riconoscimento nella storia erano quelle che avevano assunto modelli maschili; Mary Wollstonecraft nel suo Vindication of the Rights of Woman (1791) aveva criticato l'importanza assegnata alle donne insigni, ritenute un'eccezione alla regola.
L'affermazione negli anni '80 del Novecento del genere come categoria di analisi storica contribuisce a mantenere ai margini degli studi le raccolte di biografie di donne illustri.

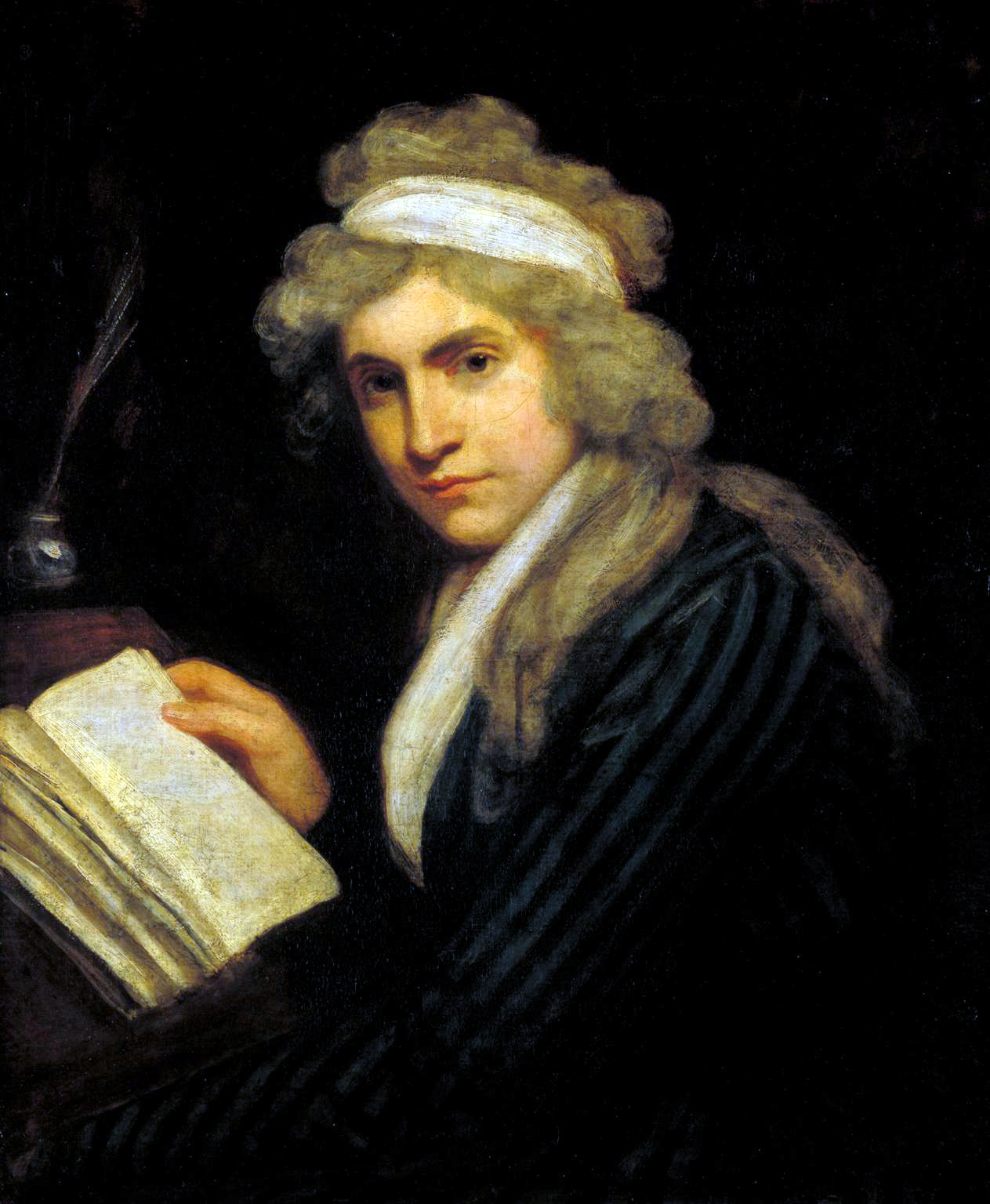
Mary Wollstonecraft, ritratto di John Opie

L'analisi di questo controverso genere "eccezionalista" in specifici contesti geografici e storici rivela tuttavia come la sua importanza risulti molto più complessa di quanto inizialmente presupposto. Il saggio di Bonnie G. Smith The Contribution of Women to Modern Historiography in Great Britain, France and the United States (1984) è uno dei primi a mettere in luce come la produzione di biografie individuali e collettive abbia ispirato una massiccia ricerca storica sui caratteri dell'esistenza femminile, prodotto un'importante tradizione di storiografia femminile e avviato una riflessione sul significato della presenza delle donne nella storia.
Altri specifici studi, ad esempio quello sui repertori e sulle storie di "donne illustri" britanniche prodotti del XVIII e XIX secolo, evidenziano come questo materiale abbia svolto un importante ruolo nel dibattito sulla questione femminile e nella rivendicazione dei diritti da parte delle donne.
Nell'Introduzione alle Memoirs of several ladies of Great Britain (1752) di George Ballard, una raccolta delle vite e dei contributi di sessantaquattro "donne illustri britanniche", scritta allo scopo di rimuovere quel "volgare pregiudizio della presunta incapacità del sesso femminile", la studiosa Ruth Perry definisce quest'opera "la prima storia femminista in Inghilterra, una pietra miliare nella storia della biografia e un lavoro su cui si sono basate le ricerche successive per due secoli."
Una posizione condivisa, nei decenni successivi, anche da studiose e studiosi come Mary Spongberg, Arianne Chernock e Philip Hicks, per i quali le storie di donne illustri hanno evidenziato le capacità femminili nei diversi campi delle attività e dello scibile umano, contribuendo alla crescita della "conoscenza storica di sé" delle donne di quel periodo, rivelando che anche le donne hanno una storia; le hanno rese maggiormente coscienti dei loro diritti; ne hanno ricostruito la memoria, attraverso la testimonianza della presenza femminile nel passato; hanno plasmato gli atteggiamenti nei loro confronti da parte del pubblico di lettori di cui hanno catturato l'immaginazione; sono servite da indicatori della grandezza nazionale, associandole al concetto identitario di "britishness"; hanno precorso l'approccio femminista alla storia delle donne.
Le questioni sollevate da questa tipologia di biografie, priva di precisi confini temporali e geografici, risultano ancora aperte e rappresentano un terreno ideale per il confronto comparativo, in primis nella rilevazione di somiglianze e differenze tra le diverse norme di genere, tra i "tropi prescrittivi" veicolati dalle biografie femminili esemplari fiorite nelle diverse epoche e paesi.
Gli interrogativi posti alla ricerca sono molteplici: dall'esame delle modalità con cui le donne del passato hanno promosso e negoziato il loro "eccezionalismo", all'efficacia di questo filone biografico nel creare consenso, nell'indirizzare o meno gli atteggiamenti nei confronti delle donne nei diversi contesti culturali e storici; dal significato da attribuire alla presenza e alla collaborazione che diversi uomini offrirono e offrono a questa produzione a sostegno delle rivendicazioni femminili, al rapporto fra storia delle donne illustri e storia della nazione. Un intreccio rivelatosi evidente, ad esempio, nei repertori risorgimentali italiani, impegnati a costruire l'immagine della "sposa e madre patriottica", educatrice dei cittadini del nuovo stato nazionale.